# Pieter de Bloot
Pieter de Bloot (* um 1601 in Rotterdam; † zwischen dem 6. und 9. November 1658 in Rotterdam) war ein holländischer Maler.
Über Pieter de Bloots Herkunft und Ausbildung ist nichts bekannt. Stilistisch steht er in seinen Landschaftsbildern Jan van Goyen nahe und in seinen Interieurs und Bauernszenen vor allem Adriaen Brouwer, David Teniers d. J. und David Vinckboons. Vermutlich war er der Lehrer der Maler Adriaen Lucasz. Fonteyn und François Ryckhals. Er war dreimal verheiratet.

## Ausgewählte Werke
- Amsterdam, Rijksmuseum
  - Die Rechtsanwaltsstube. 1628
  - Fest auf dem Lande. 1639
- Berlin, Gemäldegalerie
  - Bauernbelustigung im Freien.
- Budapest, Szépművészeti Múzeum
  - Bauerntanz in einer Scheune. 1634
- Cambridge, Fitzwilliam Museum
  - Dorfszene.
  - Die Werke der Barmherzigkeit.
- Den Haag, Museum Bredius
  - Szene vor der Messe. 1653
- Gent, Museum voor Schone Kunsten
  - Landschaft mit Bauernhof.

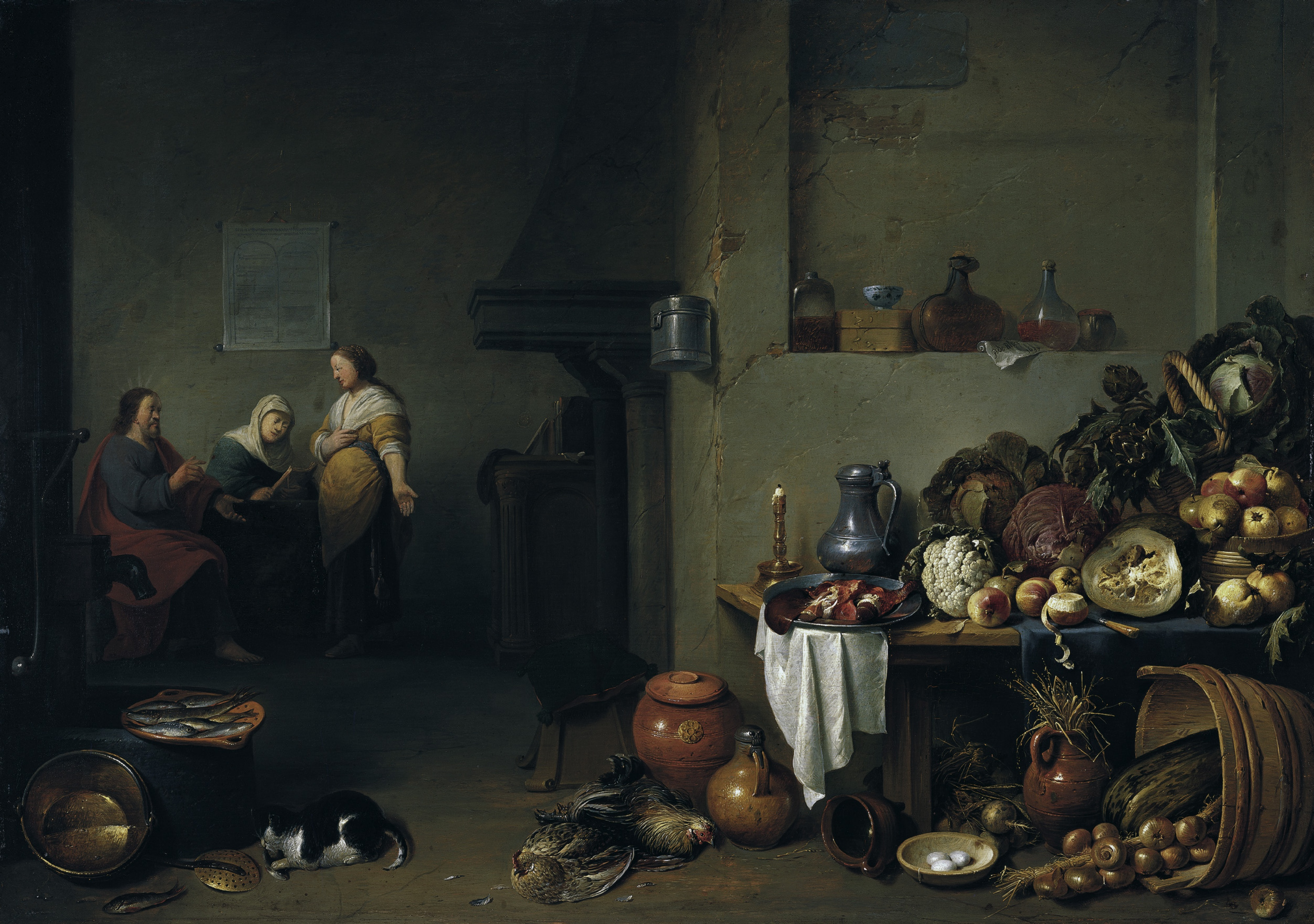
Christus bei Maria und Martha

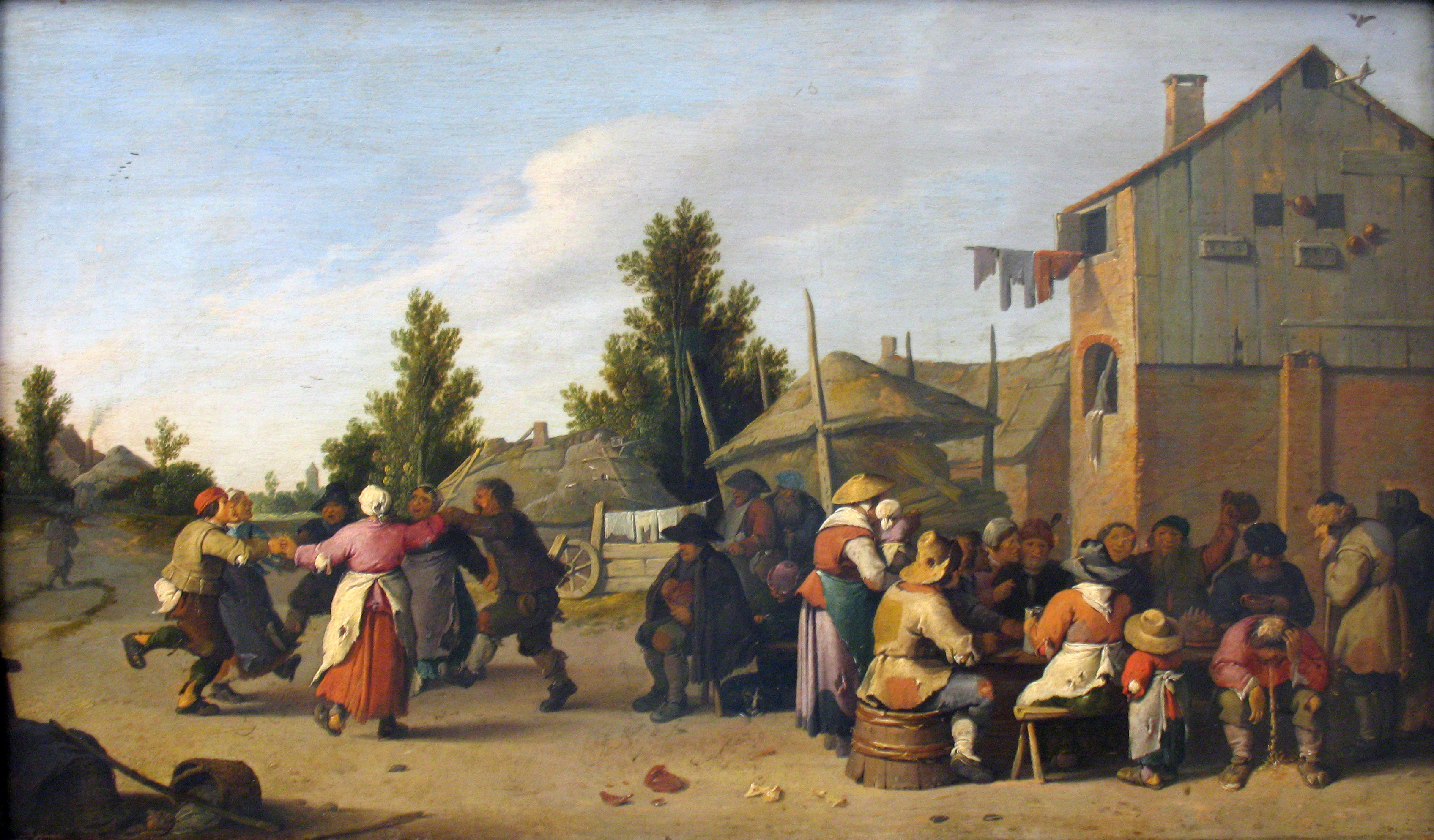
Bauernbelustigung, 1625–1635

- Göttingen, Kunstsammlung der Universität
  - Dorf in einer Dünenlandschaft. (zugeschrieben)
  - Bauernhütte am Fuß einer Richtstätte. (zugeschrieben)
  - Abgestorbener Baum am Wegrand. (zugeschrieben)
- Greenwich, National Maritime Museum
  - Fähre auf ruhiger See.
- Isselburg, Museum Wasserburg Anholt
  - Der heilige Martin von Bettlern umringt.
- Karlsruhe, Staatliche Kunsthalle
  - Inneres eines Bauernhauses mit Bauernfamilie. (zugeschrieben)
- Köln, Wallraf-Richartz-Museum & Fondation Corboud
  - Bauernwirtschaft.
- Landesmuseum Mainz
  - Balgerei im Schulzimmer. um 1635–1640
  - Gesellschaft vor einem Bauernhaus. um 1645
- München, Alte Pinakothek
  - Bauernbelustigung. um 1625–1635
- Poznań, Museum Narodowe
  - Dorfansicht mit trinkenden Bauern.
- Prag, Národní Galerie
  - Landschaft mit lagernden Zigeunern. 1636
- Rotterdam, Museum Boijmans-van Beuningen
  - Die Werke der Barmherzigkeit.
- St. Petersburg, Eremitage
  - Landschaft mit Straßenmusikanten vor einem Gasthaus.
  - Josef wird von den Kaufleuten aus dem Brunnen gezogen.
- Wien, Gemäldegalerie der Akademie der bildenden Künste
  - Der blinde Tobias.
  - Ländliches Fest.
- Wuppertal, Von der Heydt-Museum
  - Das Schwineschlachten. 1638
- Wien, Liechtenstein Museum
  - Christus bei Maria und Martha. 1637  (Bild rechts)
- Wrocław, Muzeum Narodowe we Wrocławiu
  - Versammlung vor einer Klosterpforte.